# Kühlschiff Typ 650.000cf
Als Typ 650.000cf wird eine bei der japanischen Werft Shikokudo Dockyard gebaute Reihe von vier Kühlschiffen bezeichnet.

## Geschichte
Die Schiffe wurden durch die Reederei Baltic Reefers geordert, die damit den seit Jahren größten Werftauftrag zum Bau von neuen Kühlschiffen platzierte. Insgesamt wurden sechs Kühlschiffe bei der japanischen Werft Shikokudo in Japan für Cool Carriers, eine Tochtergesellschaft von Baltic Reefers, bestellt. Hierzu gehören neben den vier Schiffen des Typ 650.000cf zwei Schiffe des Typs 880.000cf. Die vier Schiffe des Typs 650.000cf wurden 2017 und 2018 abgeliefert, die übrigen folgten bis 2019. Die japanische Werft Shikoku ist eine der wenigen Werften, die seit 1966 bis heute Kühlschiffe baut.
Für Cool Carriers fahren noch zwei der vier Schiffe des Typs, die anderen beiden fahren für Star Reefers. Bereedert werden alle vier Schiffe von dem japanischen Unternehmen Nissen Kaiun.

## Schiffsbeschreibung

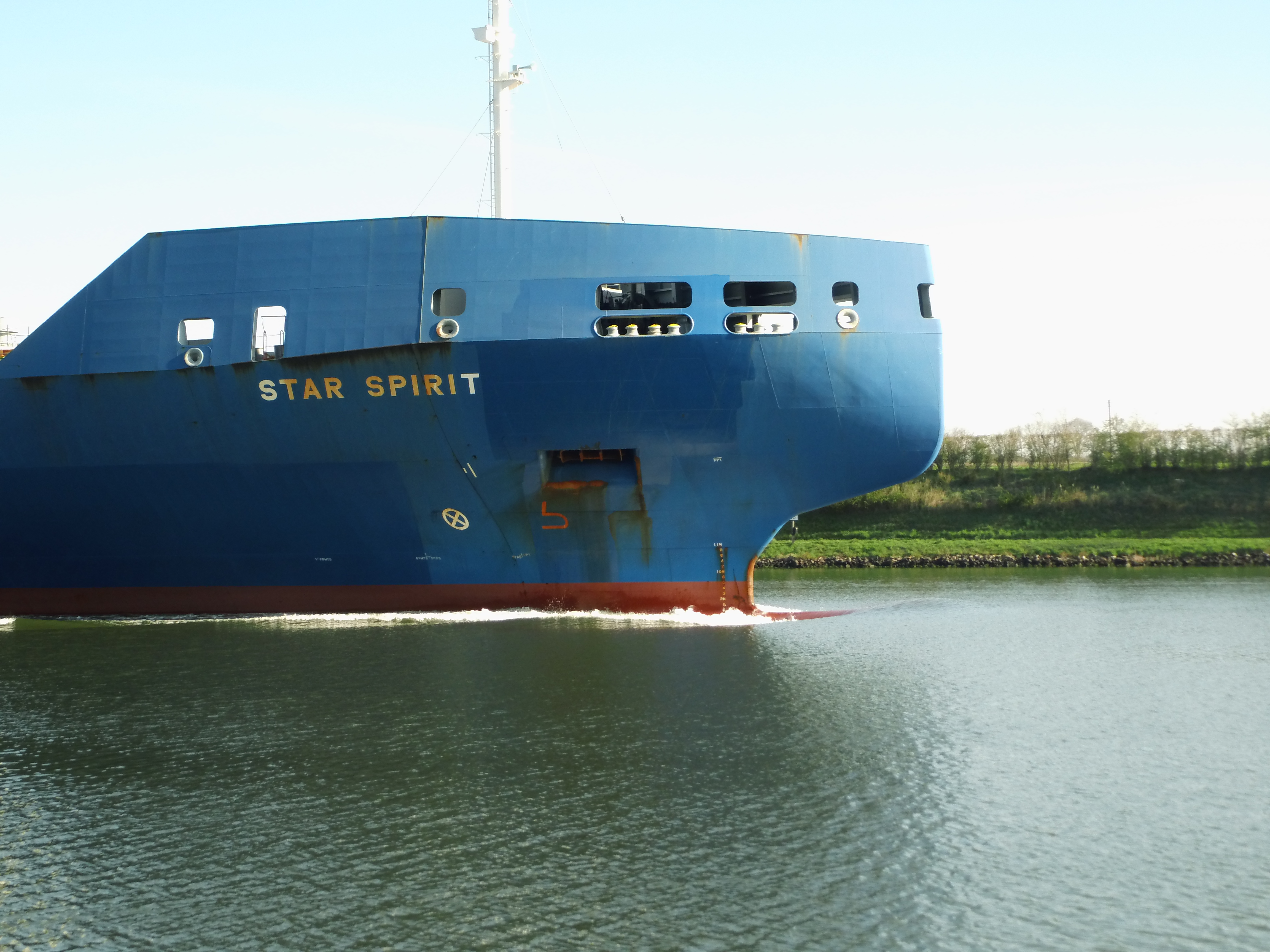
Bugform des Schiffes

Die Schiffe werden von einem langsamlaufenden Siebenzylinder-Zweitakt-Dieselmotor von Mitsui Engineering & Shipbuilding mit 4.750 dm³ Hubraum und einer Nennleistung von 15.300 kW bei 102/min angetrieben. Der Motor verleiht den Schiffen eine Geschwindigkeit von 20 kn (37 km/h). Zur Stromerzeugung wurden sechs Dieselgeneratoren mit einer Gesamtleistung von 9.025 kVA installiert.
Die Schiffe verfügen über fünf Laderäume. Die Laderäume 1, 2, 4 und 5 sind für den Transport von Kühlladungen bei Temperaturen von −25 °C bis +15 °C ausgerüstet. Die durch Zwischendecks unterteilten Laderäume werden von vier Deckskränen mit einer Kapazität von jeweils 40 t bedient. Laderaum 3 ist für den Transport von Containern mit Cellguides ausgerüstet. Die Kapazität der Laderäume beträgt rund 653.310 ft³ (circa 18.500 m³). Im Laderaum 3 können 35 40-Fuß- bzw. 70 20-Fuß-Container geladen werden. Weitere Container können an Deck auf den Lukendeckeln sowie direkt vor dem Deckshaus geladen werden. Zusätzlich stehen Containerstellplätze an Deck hinter dem Deckshaus zur Verfügung. Hier befindet sich auch ein weiterer Deckskran mit einer Kapazität von ebenfalls 40 t. Für Kühlcontainer stehen 320 Anschlüsse zur Verfügung. Als Rückladung können Autos transportiert werden.
Die Schiffe wurden mit der Eisklasse 1 B gebaut.

## Schiffe
| Typ 650.000cf | Typ 650.000cf | Typ 650.000cf | Typ 650.000cf                                 | Typ 650.000cf              |
| Bauname       | Baunummer     | IMO-Nummer    | Kiellegung Stapellauf Ablieferung             | Umbenennungen und Verbleib |
| ------------- | ------------- | ------------- | --------------------------------------------- | -------------------------- |
| Star Spirit   | 1101          | 9765847       | 27. Juni 2014 22. August 2016 3. Januar 2017  | so in Fahrt                |
| Star Courage  | 1103          | 9765859       | 27. Juni 2014 28. November 2016 1. Mai 2017   | so in Fahrt                |
| Cool Spirit   | 1110          | 9765861       | 27. Juni 2014 23. August 2017 3. Januar 2018  | so in Fahrt                |
| Baltic Spirit | 1111          | 9765873       | 27. Juni 2014 22. November 2017 30. März 2018 | so in Fahrt                |